# Ranunculus amurensis
Ranunculus amurensis är en ranunkelväxtart som beskrevs av Vladimir Leontjevitj Komarov. Ranunculus amurensis ingår i släktet ranunkler, och familjen ranunkelväxter. Inga underarter finns listade i Catalogue of Life.